# 文殊院 (板橋区)
文殊院（もんじゅいん）は、東京都板橋区にある真言宗豊山派の寺院。

## 概要
江戸時代初期、慶恵（1672年寂）によって開山された。
山門のすぐ横に延命地蔵堂があるが、この堂を基に開山したのが当院だといわれている。
当院は、俗に「智恵寺」「出世寺」といわれている。これはこの寺に赴任する住職等が、程なく大寺院に栄転することから、そう呼ばれるようになった。しかし、そのことが災いし、寺院運営が迷走したことで檀家の減少を招き、大正時代まで寺運衰微してしまった。昭和期になってようやく寺勢が回復してきた。

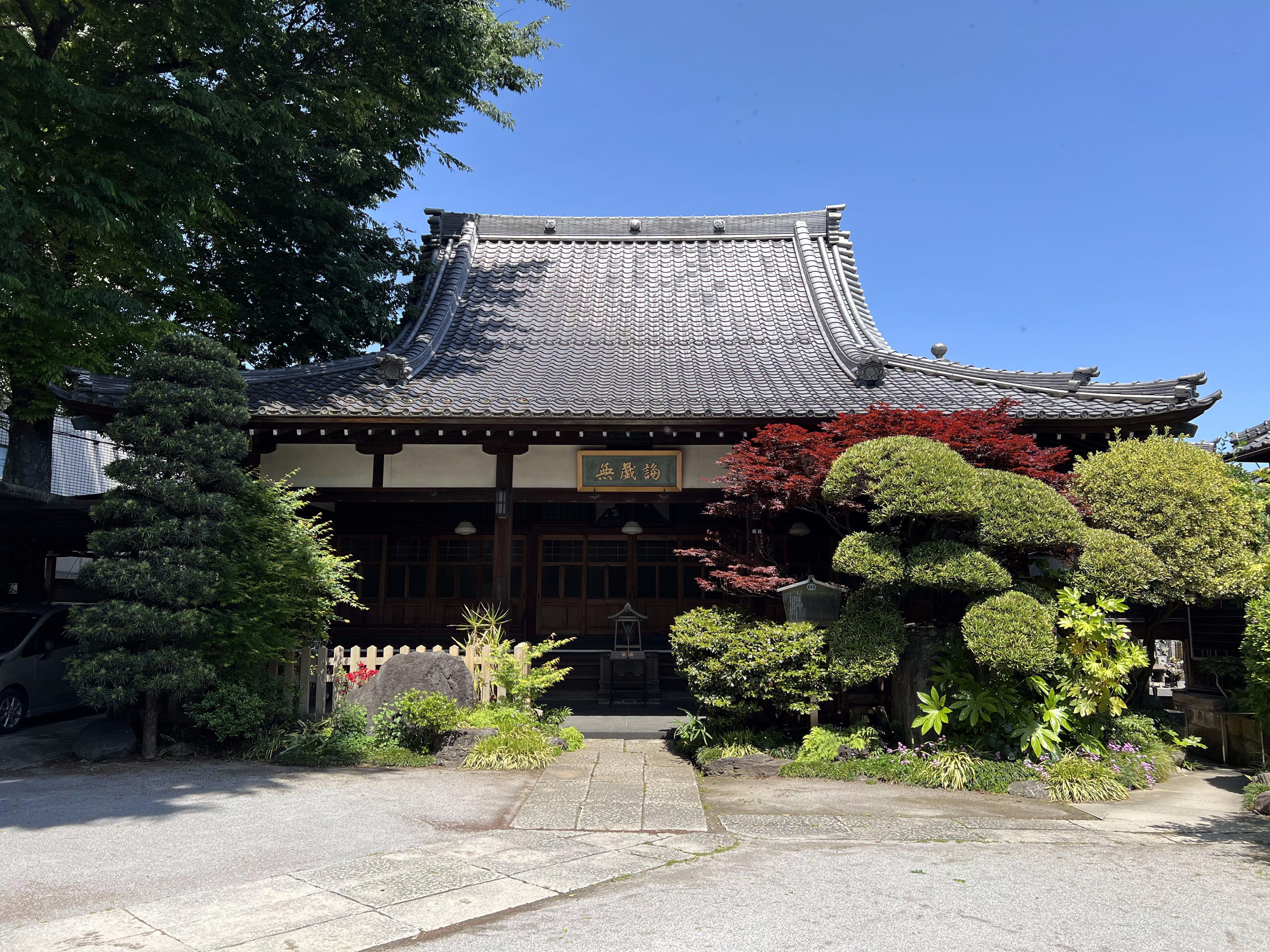
本堂

## 寺宝等
- 文殊菩薩坐像（本尊）
- 弘法大師像
- 毘沙門天像2体

## 墓所
- 飯田家（板橋宿本陣の当主）
- 遊女

遊郭「大盛かわ」の楼主によって建てられた。

## 交通アクセス
- 板橋区役所前駅より徒歩8分[1]。